# Crescent Vårgårda RR 2017
La 12.ª edición de la prueba de ruta de la Crescent Vårgårda RR (Road Race) se celebró el 13 de agosto de 2017 sobre un recorrido de 152 km con inicio y final en la ciudad de Vårgårda en Suecia.
La carrera hizo parte del UCI WorldTour Femenino 2017 como competencia de categoría 1.WWT del calendario ciclístico de máximo nivel mundial siendo la decimoséptima carrera de dicho circuito y fue ganada por la ciclista finesa Lotta Lepistö del equipo Cervélo Bigla. El podio lo completaron las ciclista neerlandesa Marianne Vos del equipo WM3 y la ciclista canadiense Leah Kirchmann del equipo Sunweb.

## Equipos
Tomaron parte en la carrera un total de 23, de los cuales 20 fueron equipos de categoría UCI Team Femenino invitados por la organización y 3 selecciones nacionales, quienes conformaron un pelotón de 139 ciclistas de los cuales terminaron 108.
| Equipos femeninos (20)- Alé Cipollini Galassia - BePink Cogeas - Boels Dolmans - BTC City Ljubljana - Canyon Sram Racing - Cervélo Bigla - Cylance Pro Cycling - Drops - FDJ-Nouvelle Aquitaine-Futuroscope - Hitec Products - Lares-Waowdeals Women Cycling Team - Lensworld-Kuota - Lotto Soudal - Orica-Scott - Servetto Giusta - Sport Vlaanderen-Etixx - Sunweb - VéloCONCEPT Women - Wiggle High5 - WM3 Pro Cycling Equipos nacionales (3)- Australia - Noruega - Suecia |
| |

## Clasificaciones finales
Las clasificaciones finalizaron de la siguiente forma:

### Clasificación general
| \| Clasificación general \| Clasificación general \| Clasificación general \| Clasificación general \| Clasificación general \| \| Ciclista \| Ciclista \| Equipo \| Tiempo \| \| \| --------------------- \| ------------------------- \| --------------------- \| --------------------- \| --------------------- \| \| 1.ª \| Lotta Lepistö \| Cervélo Bigla \| 3 h 29 min 54 s \| \| \| 2.ª \| Marianne Vos \| WM3 \| + 0 s \| \| \| 3.ª \| Leah Kirchmann \| Sunweb \| + 0 s \| \| \| 4.ª \| Christine Majerus \| Boels Dolmans \| + 0 s \| \| \| 5.ª \| Ellen van Dijk \| Sunweb \| + 0 s \| \| \| 6.ª \| Chloe Hosking \| Alé Cipollini \| + 0 s \| \| \| 7.ª \| Marta Bastianelli \| Alé Cipollini \| + 0 s \| \| \| 8.ª \| Emilia Fahlin \| Wiggle High5 \| + 0 s \| \| \| 9.ª \| Maria Giulia Confalonieri \| Lensworld-Kuota \| + 0 s \| \| \| 10.ª \| Kirsten Wild \| Cylance \| + 0 s \| \| |                           |                 |                 |
| |                           |                 |                 |
| Fuente: ProCyclingStats |                           |                 |                 |
| Clasificación general |                           |                 |                 |
| Ciclista | Ciclista                  | Equipo          | Tiempo          |
| 1.ª | Lotta Lepistö             | Cervélo Bigla   | 3 h 29 min 54 s |
| 2.ª | Marianne Vos              | WM3             | + 0 s           |
| 3.ª | Leah Kirchmann            | Sunweb          | + 0 s           |
| 4.ª | Christine Majerus         | Boels Dolmans   | + 0 s           |
| 5.ª | Ellen van Dijk            | Sunweb          | + 0 s           |
| 6.ª | Chloe Hosking             | Alé Cipollini   | + 0 s           |
| 7.ª | Marta Bastianelli         | Alé Cipollini   | + 0 s           |
| 8.ª | Emilia Fahlin             | Wiggle High5    | + 0 s           |
| 9.ª | Maria Giulia Confalonieri | Lensworld-Kuota | + 0 s           |
| 10.ª | Kirsten Wild              | Cylance         | + 0 s           |

## UCI WorldTour Femenino
La Crescent Vårgårda otorga puntos para el UCI WorldTour Femenino 2017, incluyendo a todas las corredoras de los equipos en las categorías UCI Team Femenino. Las siguientes tablas muestran el baremo de puntuación y las 10 corredoras que obtuvieron más puntos:
| Posición   | 1.ª | 2.ª | 3.ª | 4.ª | 5.ª | 6.ª | 7.ª | 8.ª | 9.ª | 10.ª | 11.ª | 12.ª | 13.ª | 14.ª | 15.ª | 16.ª | 17.ª | 18.ª | 19.ª | 20.ª |
| Puntuación | 120 | 100 | 85  | 70  | 60  | 50  | 40  | 35  | 30  | 25   | 20   | 18   | 16   | 14   | 12   | 10   | 8    | 6    | 4    | 2    |

| 1.ª  | Lotta Lepistö             | Cervélo Bigla   | 120 |
| 2.ª  | Marianne Vos              | WM3             | 100 |
| 3.ª  | Leah Kirchmann            | Sunweb          | 85  |
| 4.ª  | Christine Majerus         | Boels Dolmans   | 70  |
| 5.ª  | Ellen van Dijk            | Sunweb          | 60  |
| 6.ª  | Chloe Hosking             | Alé Cipollini   | 50  |
| 7.ª  | Marta Bastianelli         | Alé Cipollini   | 40  |
| 8.ª  | Emilia Fahlin             | Wiggle High5    | 35  |
| 9.ª  | Maria Giulia Confalonieri | Lensworld-Kuota | 30  |
| 10.ª | Kirsten Wild              | Cylance         | 25  |